# Arctia biddenbrocki
Arctia biddenbrocki là một loài bướm đêm thuộc phân họ Arctiinae, họ Erebidae.